# Communauté de communes du Val de Joux
La communauté de communes du Val de Joux est une ancienne communauté de communes française, située dans le département de Saône-et-Loire.

## Historique
La communauté de communes est créée le 1er janvier 2003.
Le 1er janvier 2014, elle fusionne avec les communautés de communes du Canton de Charolles et Nord Charolais pour former la Communauté de communes du Charolais.

## Composition
Cet ÉPCI est composé des communes suivantes :
| Nom                          | Code Insee | Gentilé       | Superficie (km2) | Population (dernière pop. légale) | Densité (hab./km2) |
| ---------------------------- | ---------- | ------------- | ---------------- | --------------------------------- | ------------------ |
| Saint-Bonnet-de-Joux (siège) | 71394      | Bonnetois     | 29,43            | 757 (2014)                        | 26                 |
| Ballore                      | 71017      | Balloriens    | 10,75            | 83 (2014)                         | 7,7                |
| Beaubery                     | 71025      | Beauberychons | 22,98            | 368 (2014)                        | 16                 |
| Chiddes                      | 71128      |               | 7,61             | 89 (2014)                         | 12                 |
| Mornay                       | 71323      | Mornaysiens   | 20,18            | 124 (2014)                        | 6,1                |
| Suin                         | 71529      |               | 21,98            | 280 (2014)                        | 13                 |
| Verosvres                    | 71571      | Vroulons      | 22,96            | 447 (2014)                        | 19                 |

## Administration
Le siège de la communauté de communes est situé à Saint-Bonnet-de-Joux.

### Conseil communautaire
L'intercommunalité est gérée par un conseil communautaire composé de 15 délégués issus de chacune des communes membres.
Les délégués sont répartis comme suit :
| Nombre de délégués | Communes                                            |
| ------------------ | --------------------------------------------------- |
| 3                  | Saint-Bonnet-de-Joux                                |
| 2                  | Ballore, Beaubery, Chiddes, Mornay, Suin, Verosvres |

### Présidence
Le conseil communautaire élit un président et 2 vice-présidents . Son président actuel est Jacques Lecoq.
| Période                                  | Période  | Identité      | Étiquette | Qualité                                                                              |
| ---------------------------------------- | -------- | ------------- | --------- | ------------------------------------------------------------------------------------ |
| Les données manquantes sont à compléter. |          |               |           |                                                                                      |
|                                          | En cours | Jacques Lecoq | UMP       | Maire de Saint-Bonnet-de-Joux. Conseiller général du canton de Saint-Bonnet-de-Joux. |

## Sources
- Le SPLAF (Site sur la Population et les Limites Administratives de la France)
- La base ASPIC